# Concours féminin de trampoline aux Jeux olympiques d'été de 2008
Pour un article plus général, voir Trampoline aux Jeux olympiques d'été de 2008.
Navigation
Athènes 2004 Londres 2012
Cette page présente les résultats de la compétition féminine de trampoline aux Jeux olympiques d'été de 2008 à Pékin.

## Qualifications
| Rang | Gymnaste                  | Premier passage | Second passage | Pénalités | Total |   |
| ---- | ------------------------- | --------------- | -------------- | --------- | ----- | - |
| 1    | He Wenna (CHN)            | 30.1            | 37.1           |           | 67.2  | Q |
| 2    | Irina Karavaeva (RUS)     | 29.7            | 36.7           |           | 66.4  | Q |
| 3    | Rosannagh MacLennan (CAN) | 29.9            | 36.1           |           | 66.0  | Q |
| 4    | Karen Cockburn (CAN)      | 28.6            | 37.0           |           | 65.6  | Q |
| 5    | Luba Golonvia (GEO)       | 28.7            | 36.2           |           | 64.9  | Q |
| 6    | Olena Movchan (UKR)       | 28.1            | 36.7           |           | 64.8  | Q |
| 7    | Anna Dogonadze (GER)      | 29.7            | 34.6           |           | 64.3  | Q |
| 8    | Ekaterina Khilko (UZB)    | 29.1            | 34.8           |           | 63.9  | Q |
| 9    | Tatsiana Piatrenia (BLR)  | 28.6            | 35.2           |           | 63.8  | R |
| 10   | Claire Wright (GBR)       | 29.1            | 34.0           |           | 63.1  | R |
| 11   | Natalia Chernova (RUS)    | 29.0            | 34.0           |           | 63.0  |   |
| 12   | Haruka Hirota (JPN)       | 28.5            | 34.1           |           | 62.6  |   |
| 13   | Erin Blanchard (USA)      | 27.1            | 33.8           |           | 60.9  |   |
| 14   | Shanshan Huang (CHN)      | 30.0            | 29.0           |           | 59.0  |   |
| 15   | Lenka Popkin (CZE)        | 25.8            | 31.8           |           | 57.6  |   |
| 16   | Ana Rente (POR)           | 27.1            | 4.5            |           | 31.6  |   |

- Q = Qualifiée pour la finale
- R = Réserve

## Finale
| Rang | Gymnaste                  | Exécution | Exécution | Exécution | Exécution | Exécution | Difficulté | Pénalités | Total |
| Rang | Gymnaste                  | J1        | J2        | J3        | J4        | J5        | Difficulté | Pénalités | Total |
| ---- | ------------------------- | --------- | --------- | --------- | --------- | --------- | ---------- | --------- | ----- |
|      | He Wenna (CHN)            |           |           |           |           |           |            |           | 37.80 |
|      | Karen Cockburn (CAN)      |           |           |           |           |           |            |           | 37.00 |
|      | Ekaterina Khilko (UZB)    |           |           |           |           |           |            |           | 36.90 |
| 4    | Olena Movchan (UKR)       |           |           |           |           |           |            |           | 36.60 |
| 5    | Irina Karavaeva (RUS)     |           |           |           |           |           |            |           | 36.20 |
| 6    | Luba Golonvia (GEO)       |           |           |           |           |           |            |           | 36.10 |
| 7    | Rosannagh MacLennan (CAN) |           |           |           |           |           |            |           | 35.50 |
| 8    | Anna Dogonadze (GER)      |           |           |           |           |           |            |           | 18.90 |